# Oleksandr Kozak
Oleksandr Serhijovyč Kozak (in ucraino Олександр Сергійович Козак?; Kiev, 25 luglio 1994) è un calciatore ucraino, centrocampista dell'Inhulec'.

## Carriera
Ha giocato nella massima serie ucraina con Metalurh Donec'k, Stal' Dniprodzeržyns'k ed Kudrivka.

## Statistiche

### Presenze e reti nei club
Statistiche aggiornate al 3 maggio 2021.
| Stagione        | Squadra                | Campionato      | Campionato | Campionato | Coppe nazionali | Coppe nazionali | Coppe nazionali | Coppe continentali | Coppe continentali | Coppe continentali | Altre coppe | Altre coppe | Altre coppe | Totale | Totale |
| Stagione        | Squadra                | Comp            | Pres       | Reti       | Comp            | Pres            | Reti            | Comp               | Pres               | Reti               | Comp        | Pres        | Reti        | Pres   | Reti   |
| --------------- | ---------------------- | --------------- | ---------- | ---------- | --------------- | --------------- | --------------- | ------------------ | ------------------ | ------------------ | ----------- | ----------- | ----------- | ------ | ------ |
| ago.-nov. 2012  | Obolon'-2              | 2L              | 15         | 0          | -               | -               | -               | -                  | -                  | -                  | -           | -           | -           | 15     | 0      |
| 2014-2015       | Metalurh Donec'k       | PL              | 2          | 0          | CU              | 0               | 0               | -                  | -                  | -                  | -           | -           | -           | 2      | 0      |
| 2015-2016       | Stal' Dniprodzeržyns'k | PL              | 6          | 0          | CU              | 3               | 1               | -                  | -                  | -                  | -           | -           | -           | 9      | 1      |
| 2016-2017       | Illičivec'             | 1L              | 10         | 0          | CU              | 4               | 0               | -                  | -                  | -                  | -           | -           | -           | 14     | 0      |
| 2016-2017       | Illičivec'-2           | 2L              | 7          | 0          | -               | -               | -               | -                  | -                  | -                  | -           | -           | -           | 7      | 0      |
| 2017-2018       | Obolon'-Brovar         | 1L              | 28         | 1          | CU              | 1               | 0               | -                  | -                  | -                  | -           | -           | -           | 29     | 1      |
| 2018-2019       | Inhulec'               | 1L              | 19         | 1          | CU              | 4               | 0               | -                  | -                  | -                  | -           | -           | -           | 23     | 1      |
| 2019-2020       | Inhulec'               | 1L              | 26         | 2          | CU              | 3               | 0               | -                  | -                  | -                  | -           | -           | -           | 29     | 2      |
| 2020-2021       | Inhulec'               | PL              | 20         | 1          | CU              | 1               | 0               | -                  | -                  | -                  | -           | -           | -           | 21     | 1      |
| Totale Inhulec' | Totale Inhulec'        | Totale Inhulec' | 65         | 3          |                 | 8               | 0               |                    | -                  | -                  |             | -           | -           | 73     | 3      |
| Totale carriera | Totale carriera        | Totale carriera | 133        | 5          |                 | 16              | 1               |                    | -                  | -                  |             | -           | -           | 149    | 6      |

## Palmarès

### Club

#### Competizioni nazionali
- Perša Liha: 2

Illičivec': 2016-2017
Inhulec': 2023-2024